# 21684 Alinafiocca
21684 Alinafiocca è un asteroide della fascia principale. Scoperto nel 1999, presenta un'orbita caratterizzata da un semiasse maggiore pari a 2,4278892 UA e da un'eccentricità di 0,1291738, inclinata di 5,62560° rispetto all'eclittica.